# Jim Cooper (homme politique californien)
Pour les articles homonymes, voir Jim Cooper.
James Cooper (né le 5 janvier 1964) est un homme politique américain de Californie. Depuis 2014, il représente le 9e district (en) à la l'Assemblée de l'État de Californie qui représente des portions de Sacramento et du comté de San Joaquin.
Membre du caucus noir (en) et assistant-leader de la majorité, il est le premier maire durant quinze ans d'Elk Grove ainsi que capitaine pendant trente ans Dépaterment du Sheriff du comté de Sacramento (en).